# 鲍勃·德容
鲍勃·德容（荷蘭語：Bob de Jong，1976年11月13日—），荷兰男子速度滑冰运动员。他曾代表荷兰参加1998年、2002年、2006年、2010年和2014年五届冬季奥运会速度滑冰比赛，共获得1枚金牌、1枚银牌和2枚铜牌。